# Wolfgang Güllich
Wolfgang Güllich (Ludwigshafen, Alemania, 24 de octubre de 1960 - 31 de agosto de 1992) es ampliamente reconocido como uno de los más grandes, hábiles y atrevidos escaladores de todos los tiempos.
Se inició en la escalada en la arenisca de Südpfalz. Pronto llegaría a ser uno de los mejores escaladores locales, consiguiendo su primer ascenso en libre de 'Jubiläumsriss VII-' a la edad de 16 años. Viajó a Elbsandsteingebirge, Shawangunks y a Yosemite donde escalaría la mayoría de las rutas de más dificultad de cada área. Más tarde en Frankenjura creó un buen número de vías de alta dificultad como:
- Kanal im Rücken 8b (1984). Primer 8b.
- Punks in the gym 8b+ (1985) Australia. Primer 8b+.
- Wallstreet 8c (1987).
- Action Directe 9a (1991) (todavía referente de la alta dificultad mundial).

Así Güllich añadió varios grados al sistema de graduación. Firmó los primeros ascensos en rutas como 'Eternal Flame (IX- A2)' en las torres Trango y 'Riders on the Storm (IX A3)' en la Torre Central del Paine (Patagonia). Fue uno de los primeros en llevar la alta dificultad alcanzada en deportiva al big wall, aplicando siempre el concepto del 'libre', desde las extremas tapias del Karakorum hasta las imponentes torres patagónicas, además de haber sido el creador del estilo de entrenamiento que se denominó Campus Board en la que se fortaleció para realizar el ascenso de Action Directe que requería una fuerza extrema en los dedos.
En 1986 sufre una caída en Inglaterra que le produjo la fractura de algunas apófisis vertebrales, volviendo a práctica tres meses después en octubre. Escala en sólo integral (sin cuerda) Separate Reality, un techo de seis metros de nivel 5.12a (7a/7b) a una altura de 200 metros, simbolizando todo aquello que para él era el arte de la escalada libre. Su amigo y también escalador Heinz Zak fotografió su hazaña y años más tarde la ascendería.
En 1990 conoce a su futura esposa Annette con quien se casaría un año más tarde. El 29 de agosto de 1992 Wolfgang tuvo un accidente de coche en la carretera de Múnich a Núremberg al quedarse dormido mientras iba conduciendo, provocándole la muerte dos días más tarde en el hospital Ingolstadt. Fue uno de los más grandes ídolos para todos los escaladores del mundo.